# Anke Baierová-Loefová
Anke Baierová-Loefová (* 22. května 1972 Eisenach), rodným jménem Baierová, je bývalá německá a východoněmecká rychlobruslařka.
Na prvních juniorských mezinárodních závodech se objevila v roce 1987, v roce 1989 se poprvé účastnila Mistrovství světa juniorů, kde vybojovala stříbrnou medaili, kterou o rok později obhájila. Na podzim 1990 se začala pravidelně účastnit Světového poháru, v roce 1991 skončila na seniorském sprinterském světovém šampionátu na 10. místě a Mistrovství světa juniorů vyhrála. V následujících sezónách se již pravidelně umísťovala na tratích 500 m a 1000 m na velkých závodech v první desítce, byla druhá v celkovém hodnocení Světového poháru 1992/1993 v závodech na 1 km, účastnila se Zimních olympijských her 1992 (500 m – 10. místo, 1000 m – 9. místo) a 1994, kde získala svoji jedinou seniorskou medaili – stříbrnou z tratě 1000 m. Mimo to byla na distanci 500 m patnáctá a v závodě na 1500 m jedenáctá. V dalších sezónách bylo jejím nejlepším výsledkem páté místo v celkovém hodnocení SP 1997/1998 v závodech na 1000 m, šesté místo z téže trati na Mistrovství světa na jednotlivých tratích 1997 a šestá příčka z Mistrovství světa ve sprintu 1997. Po sezóně 1997/1998 ukončila aktivní závodní kariéru.
Od roku 1997 je vdaná za bývalého nizozemského rychlobruslaře Arie Loefa.